# Thaon-les-Vosges
Thaon-les-Vosges és un municipi francès, situat al departament dels Vosges i a la regió del Gran Est. L'any 2007 tenia 8.041 habitants.

## Demografia

### Població
El 2007 la població de fet de Thaon-les-Vosges era de 8.041 persones. Hi havia 3.527 famílies, de les quals 1.337 eren unipersonals (568 homes vivint sols i 769 dones vivint soles), 910 parelles sense fills, 898 parelles amb fills i 382 famílies monoparentals amb fills.
La població ha evolucionat segons el següent gràfic:
Habitants censats

### Habitatges
El 2007 hi havia 3.830 habitatges, 3.578 eren l'habitatge principal de la família, 24 eren segones residències i 228 estaven desocupats. 1.976 eren cases i 1.846 eren apartaments. Dels 3.578 habitatges principals, 1.842 estaven ocupats pels seus propietaris, 1.679 estaven llogats i ocupats pels llogaters i 57 estaven cedits a títol gratuït; 69 tenien una cambra, 477 en tenien dues, 889 en tenien tres, 972 en tenien quatre i 1.171 en tenien cinc o més. 2.208 habitatges disposaven pel capbaix d'una plaça de pàrquing. A 1.856 habitatges hi havia un automòbil i a 1.033 n'hi havia dos o més.

### Piràmide de població
La piràmide de població per edats i sexe el 2009 era:
| Homes | Edats   | Dones |
| ----- | ------- | ----- |
| 8     | 95 o +  | 12    |
| 8     | 90 a 94 | 52    |
| 44    | 85 a 89 | 80    |
| 48    | 80 a 84 | 80    |
| 96    | 75 a 79 | 152   |
| 140   | 70 a 74 | 224   |
| 196   | 65 a 69 | 276   |
| 148   | 60 a 64 | 216   |
| 124   | 55 a 59 | 120   |
| 248   | 50 a 54 | 248   |
| 268   | 45 a 49 | 288   |
| 284   | 40 a 44 | 252   |
| 308   | 35 a 39 | 296   |
| 280   | 30 a 34 | 264   |
| 256   | 25 a 29 | 272   |
| 216   | 20 a 24 | 232   |
| 304   | 15 a 19 | 252   |
| 264   | 10 a 14 | 328   |
| 240   | 5 a 9   | 224   |
| 204   | 0 a 4   | 188   |

## Economia
El 2007 la població en edat de treballar era de 5.249 persones, 3.821 eren actives i 1.428 eren inactives. De les 3.821 persones actives 3.287 estaven ocupades (1.741 homes i 1.546 dones) i 534 estaven aturades (265 homes i 269 dones). De les 1.428 persones inactives 444 estaven jubilades, 455 estaven estudiant i 529 estaven classificades com a «altres inactius».

### Ingressos
El 2009 a Thaon-les-Vosges hi havia 3.575 unitats fiscals que integraven 7.874,5 persones, la mediana anual d'ingressos fiscals per persona era de 16.512 €.

### Activitats econòmiques
Dels 355 establiments que hi havia el 2007, 10 eren d'empreses extractives, 9 d'empreses alimentàries, 2 d'empreses de fabricació de material elèctric, 1 d'una empresa de fabricació d'elements pel transport, 27 d'empreses de fabricació d'altres productes industrials, 36 d'empreses de construcció, 87 d'empreses de comerç i reparació d'automòbils, 15 d'empreses de transport, 20 d'empreses d'hostatgeria i restauració, 4 d'empreses d'informació i comunicació, 24 d'empreses financeres, 20 d'empreses immobiliàries, 29 d'empreses de serveis, 43 d'entitats de l'administració pública i 28 d'empreses classificades com a «altres activitats de serveis».
Dels 91 establiments de servei als particulars que hi havia el 2009, 1 era una oficina d'administració d'Hisenda pública, 1 gendarmeria, 1 oficina de correu, 8 oficines bancàries, 1 funerària, 10 tallers de reparació d'automòbils i de material agrícola, 1 taller d'inspecció tècnica de vehicles, 4 autoescoles, 4 paletes, 9 guixaires pintors, 6 fusteries, 1 lampisteria, 7 electricistes, 3 empreses de construcció, 12 perruqueries, 2 veterinaris, 1 agència de treball temporal, 9 restaurants, 6 agències immobiliàries, 1 tintoreria i 3 salons de bellesa.
Dels 31 establiments comercials que hi havia el 2009, 3 eren supermercats, 1 un supermercat, 1 una botiga de més de 120 m², 7 fleques, 5 carnisseries, 1 una peixateria, 5 botigues de roba, 1 una botiga d'equipament de la llar, 1 una botiga d'electrodomèstics, 1 una botiga de mobles, 2 perfumeries, 1 una perfumeria i 2 floristeries.
L'any 2000 a Thaon-les-Vosges hi havia 9 explotacions agrícoles que ocupaven un total de 112 hectàrees.

## Equipaments sanitaris i escolars
El 2009 hi havia 1 psiquiàtric, 3 farmàcies i 1 ambulància.
El 2009 hi havia 2 escoles maternals i 3 escoles elementals. A Thaon-les-Vosges hi havia 1 col·legi d'educació secundària i 1 liceu tecnològic. Als col·legis d'educació secundària hi havia 580 alumnes i als liceus tecnològics 337.

## Poblacions més properes
El següent diagrama mostra les poblacions més properes.